# Rugby op de Olympische Zomerspelen 2016
Rugby is een van de sporten die beoefend werden op de Olympische Zomerspelen 2016 in Rio de Janeiro, Brazilië. De wedstrijden werden van 6 tot en met 11 augustus gehouden in het Estádio de Deodoro in de gelijknamige wijk.
Rugby stond voor het laatst op het programma van de Zomerspelen van 1924. Destijds werd de variant met vijftien spelers alleen door mannen gespeeld; deze editie werd er gespeeld volgens de spelregels van rugby sevens in een mannen- en vrouwentoernooi.

## Medailles

### Mannen
| Goud | Zilver | Brons |
| --- | --- | --- |
| Fiji Masivesi Dakuwaqa Apisai Domolailai Osea Kolinisau Semi Kunatani Viliame Mata Leone Nakarawa Vatemo Ravouvou Savenaca Rawaca Kitione Taliga Josua Tuisova Jerry Tuwai Jasa Veremalua Samisoni Viriviri | Groot-Brittannië Mark Bennett Dan Bibby Phil Burgess Sam Cross James Davies Ollie Lindsay-Hague Ruaridh McConnochie Tom Mitchell Dan Norton Mark Robertson James Rodwell Marcus Watson | Zuid-Afrika Cecil Afrika Tim Agaba Kyle Brown Juan de Jongh Justin Geduld Francois Hougaard Werner Kok Cheslin Kolbe Dylan Sage Seabelo Senatla Kwagga Smith Philip Snyman Roscko Speckman |

### Vrouwen
| Goud | Zilver | Brons |
| --- | --- | --- |
| Australië Nicole Beck Charlotte Caslick Emilee Cherry Chloe Dalton Gemma Etheridge Ellia Green Shannon Parry Evania Pelite Alicia Quirk Emma Tonegato Amy Turner Sharni Williams | Nieuw-Zeeland Shakira Baker Kelly Brazier Gayle Broughton Theresa Fitzpatrick Sarah Goss Huriana Manuel Kayla McAlister Tyla Nathan-Wong Terina Te Tamaki Ruby Tui Niall Williams Portia Woodman | Canada Brittany Benn Hannah Darling Bianca Farella Jen Kish Ghislaine Landry Megan Lukan Kayla Moleschi Karen Paquin Kelly Russell Ashley Steacy Natasha Watcham-Roy Charity Williams |

### Medaillespiegel
| Plaats | Land             | NOC    | Goud | Zilver | Brons | Totaal |
| ------ | ---------------- | ------ | ---- | ------ | ----- | ------ |
| 1      | Australië        | AUS    | 1    | 0      | 0     | 1      |
| 1      | Fiji             | FIJ    | 1    | 0      | 0     | 1      |
| 3      | Groot-Brittannië | GBR    | 0    | 1      | 0     | 1      |
| 3      | Nieuw-Zeeland    | NZL    | 0    | 1      | 0     | 1      |
| 5      | Canada           | CAN    | 0    | 0      | 1     | 1      |
| 5      | Zuid-Afrika      | RSA    | 0    | 0      | 1     | 1      |
| Totaal | Totaal           | Totaal | 2    | 2      | 2     | 6      |

Parijs 1900 · 
Londen 1908 · 
Antwerpen 1920 · 
Parijs 1924 · 
Rio de Janeiro 2016 · 
Tokio 2020 · 
Parijs 2024 · 
Los Angeles 2028 
olympische medaillewinnaars
Atletiek · Badminton · Basketbal · Boksen · Boogschieten · Gewichtheffen · Golf · Gymnastiek · Handbal · Hockey · Judo · Kanovaren · Moderne vijfkamp · Paardensport · Roeien · Rugby · Schermen · Schietsport · Schoonspringen · Synchroonzwemmen · Taekwondo · Tafeltennis · Tennis · Triatlon · Voetbal · Volleybal · Waterpolo · Wielersport · Worstelen · Zeilen · Zwemmen